# Josiah Holbrook
Pour les articles homonymes, voir Holbrook.
Josiah Holbrook, né le 17 juin 1788 à Derby dans le Connecticut et mort accidentellement par noyade le 24 juin 1854 à Lynchburg en Virginie, est le fondateur du mouvement d'éducation populaire américain le Lyceum movement.

## Biographie

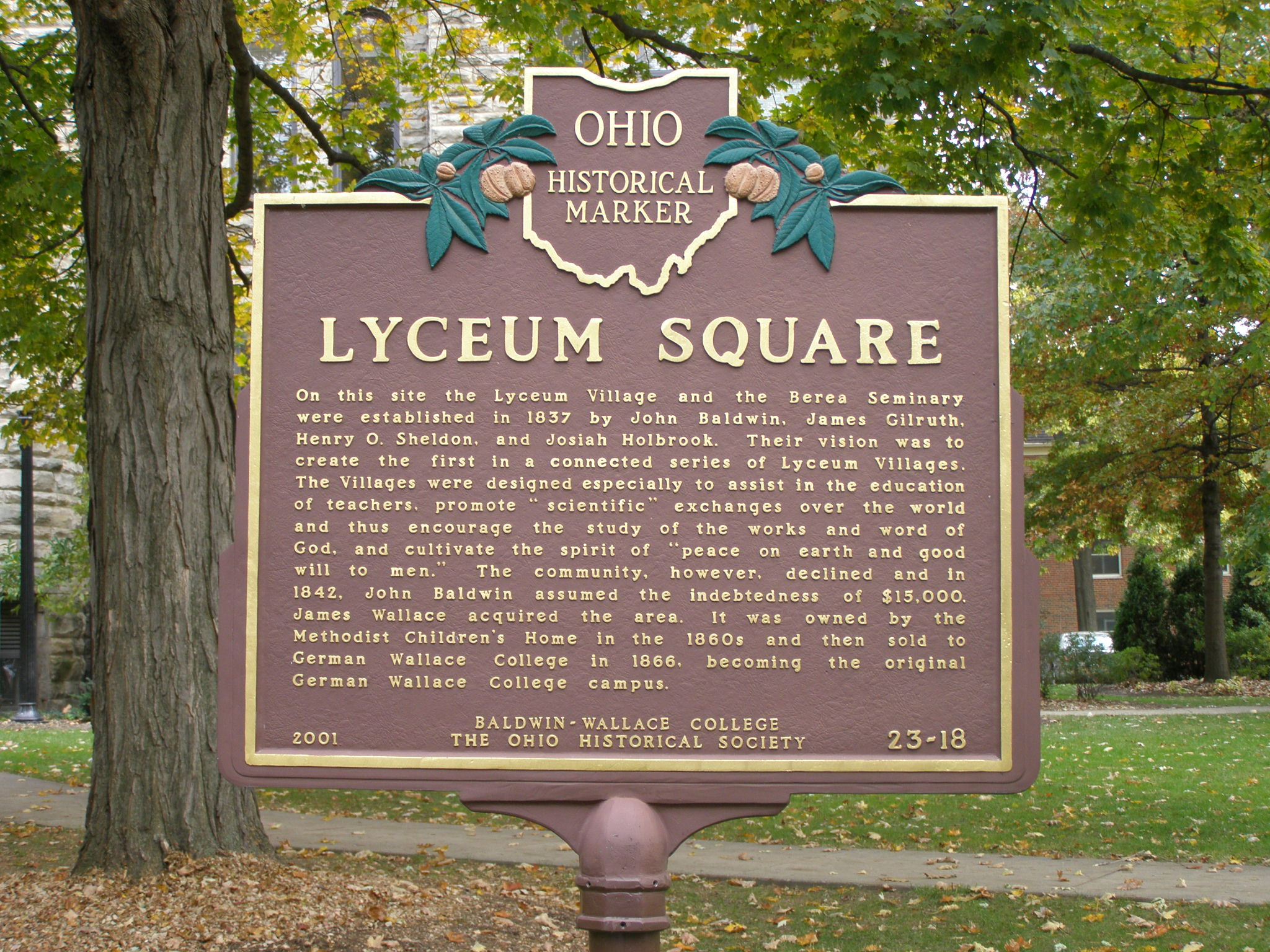
Stèle rendant hommage à Josiah Holbrook

### Les débuts
Josiah Holbrook, est né dans une famille de riches fermiers, à Derby dans le Connecticut. Après ses études secondaires, il est reçu au Yale College, où il suit des études de chimie, minéralogie, géologie notamment sous la direction de Benjamin Silliman. Après son Bachelor of Arts obtenu en 1810, Holbrook dirige une école d'agronomie se déplace à travers la Nouvelle-Angleterre pour donner des conférences sur la géologie et l'agronomie.

### Les interrogations et les convictions
Comme d'autres il critique le système universitaire américain pour sa sélectivité et ses enseignements ne prenant pas en compte les sciences appliquées, les technologies qui se développent au XIXe siècle, ni les nouveaux emplois de techniciens, d'ingénieurs liés à l'essor de l'industrie. Lecteur assidu de l'American Journal of Education (en), en y lisant un article de 1826, il constate les avancées de la Grande-Bretagne  en matière d'enseignement professionnel, où se multiplient des instituts de formation de techniciens et d'ingénieurs. Holbrook a la conviction que les adultes sont capables de s'auto-organiser pour assurer leurs formations dans un esprit de partage mutuel. Il commence à parcourir les différentes sociétés et divers clubs communautaires du Connecticut pour les mettre en réseau afin de favoriser des échanges de connaissances et ressources humaines. Il publie un article Associations of Adults for Mutual Education qui théorise ce qui va devenir le Lyceum movement.

### Le Lyceum movement
En 1826, il publie un petit livre manifeste qui sera repris par l' American Journal of Education qui décrit le projet, les buts et mission de ce qui va devenir le Lyceum movement, c'est un manifeste fondateur. Il y explique ce qu'est le Lyceum Movement, il s'agit d'une association libre de personnes désireuse de dispenser un enseignement auprès de tout un chacun. Les séances du Lyceum movement se tiennent les week-end sous différentes formes : conférences, lectures commentées suivies de débats. Les premières sessions du Lyceum movement ont lieu en 1826 à Millbury (Massachusetts), c'est le début d'un mouvement qui créera plus de 3000 Lyceum. 
Les causes de ce succès sont multiples : 
- un enseignement supérieur qui s'ouvre aux sciences et techniques modernes, alors que les universités classiques se cantonnent à l'enseignement des lettres classiques, des mathématiques, du droit, de la médecine, etc. ;
- un prix de participation bas permettant aux paysans et ouvriers d’accéder à un enseignement qui leur était interdit ;
- des cours suivis de débats alors que l'enseignement classique était de type magistral ;
- une ouverture à toutes les innovations en cours ;
- un accès aux femmes qui peuvent aussi bien enseigner que suivre les cours.

En 1831, les Lyceums sont implantés dans 800 villes et 60 comtés. La même année, une assemblée nationale des représentants des Lyceums se tient à New York. Des scientifiques, philosophes, gens de lettres (romanciers, poètes), agronomes, musiciens célèbres rejoignent le mouvement.   
En 1839, il existe plus de 4 000 Lyceums implantés sur la côte est des États-Unis, de la Nouvelle Angleterre jusqu'au Missouri en passant par la Floride.

### Josiah Holbrook et le transcendantalisme
Ralph Waldo Emerson, Henry David Thoreau et d'autres personnalités du transcendantalisme rencontrent Josiah Holbrook, voyant dans son initiative une réalisation de leur philosophie fondée sur des principes d'universalisme et de d'émancipation. 

### Le  développement et son héritage
Holbrook a utilisé les bénéfices de son entreprise prospère de Boston, pour voyager à travers les États-Unis pour faire la promotion du Lyceum movement. Il écrit diverses des brochures d'instruction et, de 1832-1833, il dirige le Family Lyceum. Il jette également les fondements d'un Lyceum international en 1840. 
Son héritage est notable, à la suite du Lyceum movement, les universités se sont réformées, les États-Unis ont mis sur pied un système de formation continue des adultes sur l'ensemble de ses États.

### Vie familiale
[réf. nécessaire]
Daniel Holbrook, le père de Josiah, était un colonel.
En 1815, Josiah Holbrook épouse Lucy Swift ; de ce mariage naîtront deux enfants : Alfred et Dwight

## Pour en savoir plus